# Revin
Revin és un municipi francès situat al departament de les Ardenes i a la regió del Gran Est. L'any 2007 tenia 7.687 habitants.

## Demografia

### Població
El 2007 la població de fet de Revin era de 7.687 persones. Hi havia 3.116 famílies de les quals 984 eren unipersonals (363 homes vivint sols i 621 dones vivint soles), 912 parelles sense fills, 912 parelles amb fills i 308 famílies monoparentals amb fills.
La població ha evolucionat segons el següent gràfic:
Habitants censats

### Habitatges
El 2007 hi havia 3.701 habitatges, 3.182 eren l'habitatge principal de la família, 44 eren segones residències i 476 estaven desocupats. 2.464 eren cases i 1.194 eren apartaments. Dels 3.182 habitatges principals, 1.804 estaven ocupats pels seus propietaris, 1.306 estaven llogats i ocupats pels llogaters i 72 estaven cedits a títol gratuït; 34 tenien una cambra, 146 en tenien dues, 702 en tenien tres, 1.058 en tenien quatre i 1.242 en tenien cinc o més. 1.493 habitatges disposaven pel capbaix d'una plaça de pàrquing. A 1.622 habitatges hi havia un automòbil i a 747 n'hi havia dos o més.

### Piràmide de població
La piràmide de població per edats i sexe el 2009 era:
| Homes | Edats   | Dones |
| ----- | ------- | ----- |
| 4     | 95 o +  | 12    |
| 4     | 90 a 94 | 48    |
| 26    | 85 a 89 | 65    |
| 29    | 80 a 84 | 41    |
| 113   | 75 a 79 | 194   |
| 174   | 70 a 74 | 207   |
| 252   | 65 a 69 | 232   |
| 198   | 60 a 64 | 237   |
| 198   | 55 a 59 | 192   |
| 334   | 50 a 54 | 343   |
| 377   | 45 a 49 | 323   |
| 226   | 40 a 44 | 263   |
| 336   | 35 a 39 | 278   |
| 301   | 30 a 34 | 335   |
| 330   | 25 a 29 | 292   |
| 277   | 20 a 24 | 307   |
| 336   | 15 a 19 | 321   |
| 337   | 10 a 14 | 328   |
| 306   | 5 a 9   | 322   |
| 276   | 0 a 4   | 233   |

## Economia
El 2007 la població en edat de treballar era de 4.792 persones, 3.118 eren actives i 1.674 eren inactives. De les 3.118 persones actives 2.377 estaven ocupades (1.386 homes i 991 dones) i 741 estaven aturades (352 homes i 389 dones). De les 1.674 persones inactives 477 estaven jubilades, 455 estaven estudiant i 742 estaven classificades com a «altres inactius».

### Ingressos
El 2009 a Revin hi havia 3.105 unitats fiscals que integraven 7.591,5 persones, la mediana anual d'ingressos fiscals per persona era de 13.487 €.

### Activitats econòmiques
Dels 284 establiments que hi havia el 2007, 10 eren d'empreses extractives, 6 d'empreses alimentàries, 1 d'una empresa de fabricació de material elèctric, 12 d'empreses de fabricació d'altres productes industrials, 33 d'empreses de construcció, 77 d'empreses de comerç i reparació d'automòbils, 10 d'empreses de transport, 23 d'empreses d'hostatgeria i restauració, 1 d'una empresa d'informació i comunicació, 15 d'empreses financeres, 5 d'empreses immobiliàries, 25 d'empreses de serveis, 45 d'entitats de l'administració pública i 21 d'empreses classificades com a «altres activitats de serveis».
Dels 78 establiments de servei als particulars que hi havia el 2009, 1 era una comissaria de policia, 2 oficines del servei públic d'ocupació, 1 gendarmeria, 2 oficines de correu, 5 oficines bancàries, 1 funerària, 9 tallers de reparació d'automòbils i de material agrícola, 2 tallers d'inspecció tècnica de vehicles, 2 autoescoles, 9 paletes, 3 guixaires pintors, 1 fusteria, 11 lampisteries, 6 electricistes, 8 perruqueries, 2 veterinaris, 2 agències de treball temporal, 8 restaurants, 2 agències immobiliàries i 1 saló de bellesa.
Dels 34 establiments comercials que hi havia el 2009, 3 eren supermercats, 3 grans superfícies de material de bricolatge, 1 una botiga de més de 120 m², 5 fleques, 4 carnisseries, 1 una peixateria, 3 botigues de roba, 1 una botiga de roba, 1 una botiga d'equipament de la llar, 3 botigues d'electrodomèstics, 1 una botiga d'electrodomèstics, 3 botigues de material esportiu, 1 una perfumeria i 4 floristeries.

## Equipaments sanitaris i escolars
El 2009 hi havia 1 hospital de tractaments de mitja durada (seguiment i rehabilitació), 1 centre de salut, 4 farmàcies i 2 ambulàncies.
El 2009 hi havia 4 escoles maternals i 3 escoles elementals. A Revin hi havia 1 col·legi d'educació secundària, 1 liceu d'ensenyament general i 1 liceu tecnològic. Als col·legis d'educació secundària hi havia 260 alumnes, als liceus d'ensenyament general n'hi havia 311 i als liceus tecnològics 237.

## Poblacions més properes
El següent diagrama mostra les poblacions més properes.